# Еарніль I
Еарніль I — 13-й король Гондору та другий король, що носив титул «Морського Короля».

## Біографія
Еарніль народився в сім'ї принца Гондору Таркиріана в 736 році Третьої Епохи.
Дядько Еарніля, король Тараннон Фаластур, прожив довше за його батька, але він був бездітним і після його смерті влада перейшла до Еарніля.
Еарніль відновив стародавню гавань Гондора, Пеларгір, і створив великий флот. В 933 році Еарніль зібрав величезне військо і атакував Умбар, твердиню чорних нуменорців, з суші та з моря. Перемогти вдалося насилу, але в підсумку Умбар перейшов під владу Гондору, а чорні нуменорці, що вижили, втекли до Харада. Відтоді Умбар став великою фортецею й опорою влади Гондора на півдні.
В 936 році Еарніль I відправився з Умбара зі своїм флотом в Пеларгір і потонув під час потужного шторму. Наступним королем став його син Кирьянділь.

## Етимологія
З мови квенья ім'я Еарніль перекладається як «Друг моря».